# El rumor de las piedras
El rumor de las piedras é um filme de drama venezuelano de 2011 dirigido e escrito por Alejandro Bellame Palacios. Foi selecionado como representante da Venezuela à edição do Oscar 2012, organizada pela Academia de Artes e Ciências Cinematográficas.

## Elenco
- Rossana Fernández Díaz - Delia
- Cristian González - William
- Juan Carlos Nuñez - Santiago
- Aminta de Lara - Raiza
- Alberto Alifa - David
- Veronica Arellano - Chela
- Arlette Torres - Marisol